# Relations entre l'Allemagne et l'Estonie
Les relations entre l'Allemagne et l'Estonie sont les relations bilatérales de l'Allemagne et de l'Estonie, deux États membres de l'Union européenne.

## Histoire

### Premières relations diplomatiques entre-deux guerres (1921-1939)
Les relations entre les deux pays ont été établies le 9 juillet 1921 après que l'Allemagne a reconnu l'indépendance de l'Estonie.

### Seconde Guerre mondiale et annexion par la Russie (1940-1991)
En août 1940, l'Estonie est envahie par l'armée soviétique et la République socialiste soviétique d'Estonie rejoint l'Union soviétique. Elle est occupée ensuite par l'Allemagne nazi jusqu'en 1944, date à laquelle elle est de nouveau annexé par l'Union soviétique. Elle en restera partie intégrante jusqu'en 1991.

### Indépendance de l'Estonie et rapprochement avec l'Ouest
Le 28 août 1991, l'Allemagne reconnaît de nouveau l'indépendance de l'Estonie de l'Union soviétique et les relations diplomatiques sont rétablies.
Le 1er mai 2004, l'Estonie adhère à l'Union européenne.

## Coopérations thématiques

### Défense
Le 21 septembre 1994, l'Allemagne et l'Estonie ont signé un mémorandum d'entente mutuelle prévoyant la coopération des deux pays dans les entraînements, les appels d'offres et la logistique.

### Économie
En 2016, les exportations allemandes vers l'Estonie s'élevaient à 1 481 millions d'euros, tandis que les exportations estoniennes vers l'Allemagne s'élevaient à 696 millions d'euros.

### Énergie
L'Estonie participe à l'Initiative des trois mers, visant à réduire la dépendance des États participants au gaz russe en important du gaz liquéfié américain, auquel l'Allemagne est opposé car celle-ci importe du gaz depuis la Russie via le pipeline Nord Stream.

## Sources

## Compléments